# Анимирани филм
Анимирани или цртани филм је вид филмске уметности. За разлику од играног филма, у анимираном филму су ликови и позадина нацртани. У ову се скупину често стављају филмови у којој ни ликови ни позадина нису нацртани али нису нити стварни, живи, ликови него лутке. Државе највећи произвођачи анимираних филмова су САД и Јапан.

## Почеци
Средином 19. века, када је у европској уметности, посебно сликарству, дошло до развоја реализма Курбеа и Домијеа, створена је фотографија – дагеротипија. Сликарству и фотографији заједничко је било приказивање стварности. Убрзо, већ крајем 19. века, браћа Лимијер су на осветљеном платну приказала слику која је оживела. Овај догађај се сматра почетком развоја филма.
Од настанка првих покретних слика до данас, са усавршавањем филмске технике ова уметност се све више развијала – од немог до звучног филма, од црно-белог до филма у боји.

## Први анимирани филмови
Први анимирани филмови, које називамо и цртаним филмовима, приказани су у последњој деценији 19. века, и били су дело француског уметника Емила Рејноа. Међутим, пре 1910. године и појаве смешних ликова, као што су неспретни Фантош и диносаурус Грети, публика се није занимала за анимиране колико за стварне забављачке.
Анимирани филмови су најчешће приказивани пре целовечерњег филма у биоскопима и трајали су отприлике пет минута. Ускоро су отворени филмски студији који су се бавили искључиво производњом анимираних филмова. Током двадесетих година 20. века, браћа Дејв и Макс Флајшер створили су неколико чувених анимираних јунака, као што су Морнар Попај, Бети Буп и кловн Коко. Није било неуобичајено да главни лик цртаног филма буде животиња, на пример неваљали мачак Феликс.

## Студији анимираних филмова
Најпознатија анимирана животиња свих времена свакако је Мики Маус. Микија је створио Волт Дизни, а први филм у ком се појавио био је „Луди авион“ из 1928. године. Убрзо је публика свих годишта хрлила да види његове најновије догодовштине, као и догодовштине његових пријатеља – Шиље, Паје Патка и Плутона. Дизни је ипак желео још да се испробава са анимацијом, па је направио низ филмова назван „Смешне симфоније“. Анимација у сваком филму била је надахнута познатим делима класичне музике.
Ипак, његова најодважнија одлука била је да сними дугометражни анимирани филм. Већина критичара сматрала је да да ће се гледаоци досађивати гледајући анимирани филм од 80 минута, али је филм „Снежана и седам патуљака“ из 1937. године постигао изванредан успех на благајнама.
Од тада је Дизнијев филмски студио неприкосновен у тој грани филмске индустрије. Не треба заборавити ни друге велике ликове, настале у студијима Дизни, Ворнер Брадерс и Хана-Барбера.

## Ликови анимираних филмова

### Ликови студија Дизни
- Мики Маус
- Паја Патак
- Шилја
- Плутон
- Хроми Даба
- Чип и Дејл
- Вини Пу

### Ликови студија Ворнер Брадерс
- Душко Дугоушко
- Мачак Силвестер
- Софроније
- Патак Дача
- Елмер Давеж
- Гица Прасић
- Пера Којот
- Твити
- Шашава дружина
- Merrie Melodies

### Ликови других студија
- Морнар Попај
- Бети Буп
- Мачак Феликс
- Пера Детлић
- Бим и Бум
- Роки и Булвинкл
- Мала Лулу
- Оги и бубице
- Срећни шумски пријатељи
- Змајева Кугла
- Змајева Кугла З
- Руперт
- Пингу
- Поштар Пет
- Покемон
- Доремон
- Наруто
- Астро Бој
- Мој комшија Тоторо
- Супершпијунке
- Пинк Пантер
- Штрумпфови
- Гарфилд
- Хитклиф
- Cubitus
- Блонди
- Mighty Mouse
- Deputy Dawg
- Мистер Магу
- Peanuts
- Миракулус: Авантуре Бубамаре и Црног Мачора
- Астерикс
- Супермен
- Бетмен
- Мали титани
- Спајдермен
- Хулк
- Икс-мен
- Ајрон Мен
- Осветници
- Пчелица Маја
- Волас и Громит
- Овчица Шоне
- Инспектор Гаџет

### Ликови студија 20th Century Studios, Comedy Central, Cartoon Network, Никелодеон и Nick Jr.
- Симпсонови
- Футурама
- Породични човек
- Амерички тата
- Саут Парк
- Моћне девојчице
- Бен 10
- Чорба
- Сунђер Боб Коцкалоне
- Бепци
- Кућа Бука
- Дора истражује

### Ликови студија Хана-Барбера
- Породица Кременко
- Џетсонови
- Скуби-Ду
- Медвед Јоги
- Уврнуте трке

### Неки дугометражни филмови студија Дизни, Пиксар, Paramount, DreamWorks, Touchstone, Focus Features, Blue Sky Studios и Illumination
- „Снежана и седам патуљака“ (1937)
- „Гуливерова путовања“ (1939)
- „Пинокио“ (1940)
- „Фантазија“ (1940)
- „Дамбо“ (1941)
- „Бамби“ (1942)
- „Пепељуга“ (1950)
- „101 далматинац“ (1961)
- „Књига о џунгли“ (1967)
- „Ко је сместио Зеки Роџеру” (1988)
- „Мала сирена” (1989)
- „Лепотица и звер“ (1991)
- „Аладин“ (1992)
- „Краљ лавова“ (1994)
- „Покахонтас“ (1995)
- „Прича о играчкама“ (1995)
- „Звонар Богородичине цркве“ (1996)
- „Херкулес“ (1997)
- „Мулан“ (1998)
- „Тарзан“ (1999)
- „Шрек” (2001)
- „Дедено доба” (2002)
- „Лило и Стич“ (2002)
- „Мадагаскар” (2005)
- „Кунг фу панда” (2008)
- „Коралина” (2009)
- „Грозан ја” (2010)
- „Златокоса и разбојник” (2010)
- „Залеђено краљевство” (2013)

## Анимација
Анимација је техника којом настају анимирани филмови. Да би се снимила једна секунда анимираног филма потребно је 24 цртежа. То значи да је за десетоминутни филм неопходно нацртати 24.400 појединачних сцена. За настанак првих анимираних филмова било је потребно много времена и труд, пошто је позадина сваког цртежа морала бити истоветна.
Анимација је доживела корениту промену појавом провидних фолија, на којима су се могле цртати само промене које би одавале утисак покрета, геста или израза лица. Те фолије су слагане преко позадине, а слика коју би заједно давале фотографисана је кадар по кадар. Готово сви аутори анимираних филмова користили су ову технику доскоро, када је у масовну употребу ушла рачунарска анимација.
Дизнијев филм „Прича о играчкама“ први је у историји у потпуности настао помоћу рачунарске анимације.